# Alberto Frederico Etges
Dom Alberto Frederico Etges (Santa Cruz do Sul, 11 de julho de 1910 — Santa Cruz do Sul, 8 de janeiro de 1996) foi um bispo católico brasileiro.

## Biografia
Etges, filho de João e Ottilia Etges, realizou seus estudos primários e liceais no Seminário Central de São Leopoldo, onde também estudou Filosofia. Em 1933, ele ingressou na Faculdade de Teologia em Roma, sendo aluno do Pontifício Colégio Pio Brasileiro, cuja primeira turma ele integrou. Além disso, foi primeiro aluno daquele Colégio a receber o título de doutor.
No dia 20 de abril de 1935, Etges foi ordenado presbítero na Basílica de Santa Maria Maior, em Roma.
Entre 1951 e 1953, Etges ocupou o cargo de reitor da Pontifícia Universidade Católica do Rio Grande do Sul (PUCRS), em Porto Alegre.
Foi nomeado bispo em agosto de 1959 e sagrado bispo em 25 de outubro daquele ano, sendo consagrado pelo então arcebispo de Porto Alegre Dom Alfredo Vicente Scherer e pelos bispos Dom Luiz Felipe De Nadal, bispo de Uruguaiana e Dom Edmundo Luís Kunz, bispo auxiliar de Porto Alegre e titular de Ptolemais in Phoenicia.
Dom Alberto Frederico Etges foi o primeiro bispo da Diocese de Santa Cruz do Sul de 1959 a 1986. Possuía como lema episcopal Parare plebem perfectam ("Preparar um povo perfeito"). Dom Alberto Etges participou no Concílio Vaticano II.
Renunciou, por limite de idade, aos setenta e cinco anos, ao munus episcopal no dia 27 de junho de 1986.